# Фортечна дивізія «Штеттін»
Фортечна дивізія «Штеттін» (нім. Festungs-Division Stettin) — дивізія Вермахту, що існувала наприкінці Другої світової війни.

## Історія
Фортечна дивізія «Штеттін» сформована 22 березня 1945 року. Утримувала оборону поблизу морського порту Штеттін, розгромлена радянськими військами в ході Берлінської операції та 26 квітня 1945 року капітулювала.

## Райони бойових дій
- Північна Німеччина (березень — квітень 1945).

## Командування

### Командири
- генерал-майор Рудольф Гофер (нім. Rudolf Höfer) (22 березня — 19 квітня 1945);
- генерал-майор Фердінанд Брул (нім. Ferdinand Brühl) (19 — 26 квітня 1945).

### Підпорядкованість
| Час     | Корпус     | Армія              | Група армій (округ) | Штаб    |
| ------- | ---------- | ------------------ | ------------------- | ------- |
| 1945    |            |                    |                     |         |
| квітень | XXXII-й ак | 3-тя танкова армія | Група армій «Вісла» | Штеттін |

## Склад
| 1945                                      |
| ----------------------------------------- |
| 1-й фортечний полк «Штеттін»              |
| 2-й фортечний полк «Штеттін»              |
| 3-й фортечний полк «Штеттін»              |
| 4-й фортечний полк «Штеттін»              |
| 5-й фортечний полк «Штеттін»              |
| 85-й фортечний кулеметний батальйон       |
| Фортечний кулеметний батальйон «Штеттін»  |
| 3132-й фортечний артилерійський полк      |
| VIII-й фортечний загін зенітної артилерії |